# Volta a la Comunitat Valenciana 2020
Volta a la Comunitat Valenciana 2020 var den 71. udgave af det spanske landevejscykelløb i Valencia. Løbet foregik i perioden 5. til 9. februar 2020. Løbet var en del af UCI ProSeries 2020 og var i kategorien 2.Pro. Den samlede vinder af løbet blev slovenske Tadej Pogačar fra UAE Team Emirates.

## Hold og ryttere
| UCI WorldTeams (12)- Astana - Movistar Team - Deceuninck-Quick Step - Ineos - Jumbo-Visma - UAE Team Emirates - CCC Team - Lotto Soudal - Mitchelton-Scott - AG2R La Mondiale - Israel Start-Up Nation - Bahrain McLaren UCI ProTeams (7)- Caja Rural-Seguros RGA - Total Direct Énergie - Burgos-BH - Euskaltel-Euskadi - Sport Vlaanderen-Baloise - Bardiani CSF Faizanè - Gazprom-RusVelo UCI Kontinentalhold (2)- Kometa-Xstra - Equipo Kern Pharma |
| |

### Danske ryttere
- Jonas Gregaard kørte for Astana Pro Team
- Christopher Juul-Jensen kørte for Mitchelton-Scott
- Mathias Larsen kørte for Kometa-Xstra Cycling Team

## Etaperne
| Etape    | Dato    | Start – Mål                        | type          | Afstand (km) | Etapevinder       | Førende rytter    |
| -------- | ------- | ---------------------------------- | ------------- | ------------ | ----------------- | ----------------- |
| 1. etape | 5. feb. | Castellón de la Plana – Villarreal | flad etape    | 180          | Dylan Groenewegen | Dylan Groenewegen |
| 2. etape | 6. feb. | Torrent – Cullera                  | kuperet etape | 181          | Tadej Pogačar     | Tadej Pogačar     |
| 3. etape | 7. feb. | Orihuela – Torrevieja              | kuperet etape | 174,5        | Dylan Groenewegen | Jack Haig         |
| 4. etape | 8. feb. | Calpe – Sierra de Bernia           | bjergetape    | 167          | Tadej Pogačar     | Tadej Pogačar     |
| 5. etape | 9. feb. | Paterna – Valencia                 | flad etape    | 97,7         | Fabio Jakobsen    | Tadej Pogačar     |

### 1. etape
| Castellón de la Plana - Villarreal | flad etape | (180 km) |

| \| Etaperesultat \| Etaperesultat \| Etaperesultat \| Etaperesultat \| Etaperesultat \| \| Rytter \| Rytter \| Hold \| Tid \| \| \| ------------- \| ------------------- \| ---------------------- \| ------------- \| ------------- \| \| 1. \| Dylan Groenewegen \| Jumbo-Visma \| 4t 07' 40" \| \| \| 2. \| Fabio Jakobsen \| Deceuninck-Quick Step \| + 0" \| \| \| 3. \| Alexander Kristoff \| UAE Team Emirates \| + 0" \| \| \| 4. \| Ben Swift \| Team Ineos \| + 0" \| \| \| 5. \| Juan José Lobato \| Fundación-Orbea \| + 0" \| \| \| 6. \| Jon Aberasturi \| Caja Rural-Seguros RGA \| + 0" \| \| \| 7. \| John Degenkolb \| Lotto-Soudal \| + 0" \| \| \| 8. \| Luka Mezgec \| Mitchelton-Scott \| + 0" \| \| \| 9. \| Iván García Cortina \| Bahrain McLaren \| + 0" \| \| \| 10. \| Lawrence Naesen \| AG2R La Mondiale \| + 0" \| \| |                     |                        |            |
| |                     |                        |            |
| |                     |                        |            |
| Etaperesultat |                     |                        |            |
| Rytter | Rytter              | Hold                   | Tid        |
| 1. | Dylan Groenewegen   | Jumbo-Visma            | 4t 07' 40" |
| 2. | Fabio Jakobsen      | Deceuninck-Quick Step  | + 0"       |
| 3. | Alexander Kristoff  | UAE Team Emirates      | + 0"       |
| 4. | Ben Swift           | Team Ineos             | + 0"       |
| 5. | Juan José Lobato    | Fundación-Orbea        | + 0"       |
| 6. | Jon Aberasturi      | Caja Rural-Seguros RGA | + 0"       |
| 7. | John Degenkolb      | Lotto-Soudal           | + 0"       |
| 8. | Luka Mezgec         | Mitchelton-Scott       | + 0"       |
| 9. | Iván García Cortina | Bahrain McLaren        | + 0"       |
| 10. | Lawrence Naesen     | AG2R La Mondiale       | + 0"       |

| \| Samlede stilling \| Samlede stilling \| Samlede stilling \| Samlede stilling \| Samlede stilling \| \| Rytter \| Rytter \| Hold \| Tid \| \| \| ---------------- \| ------------------- \| ---------------------- \| ---------------- \| ---------------- \| \| 1. \| Dylan Groenewegen \| Jumbo-Visma \| 4t 07' 40" \| \| \| 2. \| Fabio Jakobsen \| Deceuninck-Quick Step \| + 0" \| \| \| 3. \| Alexander Kristoff \| UAE Team Emirates \| + 0" \| \| \| 4. \| Ben Swift \| Team Ineos \| + 0" \| \| \| 5. \| Juan José Lobato \| Fundación-Orbea \| + 0" \| \| \| 6. \| Jon Aberasturi \| Caja Rural-Seguros RGA \| + 0" \| \| \| 7. \| John Degenkolb \| Lotto-Soudal \| + 0" \| \| \| 8. \| Luka Mezgec \| Mitchelton-Scott \| + 0" \| \| \| 9. \| Iván García Cortina \| Bahrain McLaren \| + 0" \| \| \| 10. \| Lawrence Naesen \| AG2R La Mondiale \| + 0" \| \| |                     |                        |            |
| |                     |                        |            |
| |                     |                        |            |
| Samlede stilling |                     |                        |            |
| Rytter | Rytter              | Hold                   | Tid        |
| 1. | Dylan Groenewegen   | Jumbo-Visma            | 4t 07' 40" |
| 2. | Fabio Jakobsen      | Deceuninck-Quick Step  | + 0"       |
| 3. | Alexander Kristoff  | UAE Team Emirates      | + 0"       |
| 4. | Ben Swift           | Team Ineos             | + 0"       |
| 5. | Juan José Lobato    | Fundación-Orbea        | + 0"       |
| 6. | Jon Aberasturi      | Caja Rural-Seguros RGA | + 0"       |
| 7. | John Degenkolb      | Lotto-Soudal           | + 0"       |
| 8. | Luka Mezgec         | Mitchelton-Scott       | + 0"       |
| 9. | Iván García Cortina | Bahrain McLaren        | + 0"       |
| 10. | Lawrence Naesen     | AG2R La Mondiale       | + 0"       |

### 2. etape
| Torrent - Cullera | kuperet etape | (181 km) |

| \| Etaperesultat \| Etaperesultat \| Etaperesultat \| Etaperesultat \| Etaperesultat \| \| Rytter \| Rytter \| Hold \| Tid \| \| \| ------------- \| ------------------ \| ---------------------- \| ------------- \| ------------- \| \| 1. \| Tadej Pogačar \| UAE Team Emirates \| 4t 14' 26" \| \| \| 2. \| Alejandro Valverde \| Movistar Team \| + 0" \| \| \| 3. \| Dylan Teuns \| Bahrain McLaren \| + 0" \| \| \| 4. \| Daniel Martin \| Israel Start-Up Nation \| + 0" \| \| \| 5. \| Jack Haig \| Mitchelton-Scott \| + 0" \| \| \| 6. \| Jon Izagirre \| Astana \| + 0" \| \| \| 7. \| Rubén Fernández \| Fundación-Orbea \| + 0" \| \| \| 8. \| Gianni Moscon \| Team Ineos \| + 0" \| \| \| 9. \| Tao Geoghegan Hart \| Team Ineos \| + 0" \| \| \| 10. \| Greg Van Avermaet \| CCC Team \| + 5" \| \| |                    |                        |            |
| |                    |                        |            |
| |                    |                        |            |
| Etaperesultat |                    |                        |            |
| Rytter | Rytter             | Hold                   | Tid        |
| 1. | Tadej Pogačar      | UAE Team Emirates      | 4t 14' 26" |
| 2. | Alejandro Valverde | Movistar Team          | + 0"       |
| 3. | Dylan Teuns        | Bahrain McLaren        | + 0"       |
| 4. | Daniel Martin      | Israel Start-Up Nation | + 0"       |
| 5. | Jack Haig          | Mitchelton-Scott       | + 0"       |
| 6. | Jon Izagirre       | Astana                 | + 0"       |
| 7. | Rubén Fernández    | Fundación-Orbea        | + 0"       |
| 8. | Gianni Moscon      | Team Ineos             | + 0"       |
| 9. | Tao Geoghegan Hart | Team Ineos             | + 0"       |
| 10. | Greg Van Avermaet  | CCC Team               | + 5"       |

| \| Samlede stilling \| Samlede stilling \| Samlede stilling \| Samlede stilling \| Samlede stilling \| \| Rytter \| Rytter \| Hold \| Tid \| \| \| ---------------- \| ------------------ \| ---------------------- \| ---------------- \| ---------------- \| \| 1. \| Tadej Pogačar \| UAE Team Emirates \| 8t 22' 09" \| \| \| 2. \| Jack Haig \| Mitchelton-Scott \| + 0" \| \| \| 3. \| Alejandro Valverde \| Movistar Team \| + 0" \| \| \| 4. \| Rubén Fernández \| Fundación-Orbea \| + 0" \| \| \| 5. \| Dylan Teuns \| Bahrain McLaren \| + 0" \| \| \| 6. \| Gianni Moscon \| Team Ineos \| + 0" \| \| \| 7. \| Jon Izagirre \| Astana \| + 0" \| \| \| 8. \| Tao Geoghegan Hart \| Team Ineos \| + 0" \| \| \| 9. \| Daniel Martin \| Israel Start-Up Nation \| + 0" \| \| \| 10. \| Matej Mohorič \| Bahrain McLaren \| + 2" \| \| |                    |                        |            |
| |                    |                        |            |
| |                    |                        |            |
| Samlede stilling |                    |                        |            |
| Rytter | Rytter             | Hold                   | Tid        |
| 1. | Tadej Pogačar      | UAE Team Emirates      | 8t 22' 09" |
| 2. | Jack Haig          | Mitchelton-Scott       | + 0"       |
| 3. | Alejandro Valverde | Movistar Team          | + 0"       |
| 4. | Rubén Fernández    | Fundación-Orbea        | + 0"       |
| 5. | Dylan Teuns        | Bahrain McLaren        | + 0"       |
| 6. | Gianni Moscon      | Team Ineos             | + 0"       |
| 7. | Jon Izagirre       | Astana                 | + 0"       |
| 8. | Tao Geoghegan Hart | Team Ineos             | + 0"       |
| 9. | Daniel Martin      | Israel Start-Up Nation | + 0"       |
| 10. | Matej Mohorič      | Bahrain McLaren        | + 2"       |

### 3. etape
| Orihuela - Torrevieja | kuperet etape | (174,5 km) |

| \| Etaperesultat \| Etaperesultat \| Etaperesultat \| Etaperesultat \| Etaperesultat \| \| Rytter \| Rytter \| Hold \| Tid \| \| \| ------------- \| ------------------ \| ------------------------ \| ------------- \| ------------- \| \| 1. \| Dylan Groenewegen \| Jumbo-Visma \| 3t 54' 16" \| \| \| 2. \| Fabio Jakobsen \| Deceuninck-Quick Step \| + 0" \| \| \| 3. \| Matej Mohorič \| Bahrain McLaren \| + 0" \| \| \| 4. \| Davide Cimolai \| Israel Start-Up Nation \| + 0" \| \| \| 5. \| Jon Aberasturi \| Caja Rural-Seguros RGA \| + 0" \| \| \| 6. \| Luka Mezgec \| Mitchelton-Scott \| + 0" \| \| \| 7. \| Amaury Capiot \| Sport Vlaanderen-Baloise \| + 0" \| \| \| 8. \| Matteo Trentin \| CCC Team \| + 0" \| \| \| 9. \| Tom Van Asbroeck \| Israel Start-Up Nation \| + 0" \| \| \| 10. \| Alexander Kristoff \| UAE Team Emirates \| + 0" \| \| |                    |                          |            |
| |                    |                          |            |
| |                    |                          |            |
| Etaperesultat |                    |                          |            |
| Rytter | Rytter             | Hold                     | Tid        |
| 1. | Dylan Groenewegen  | Jumbo-Visma              | 3t 54' 16" |
| 2. | Fabio Jakobsen     | Deceuninck-Quick Step    | + 0"       |
| 3. | Matej Mohorič      | Bahrain McLaren          | + 0"       |
| 4. | Davide Cimolai     | Israel Start-Up Nation   | + 0"       |
| 5. | Jon Aberasturi     | Caja Rural-Seguros RGA   | + 0"       |
| 6. | Luka Mezgec        | Mitchelton-Scott         | + 0"       |
| 7. | Amaury Capiot      | Sport Vlaanderen-Baloise | + 0"       |
| 8. | Matteo Trentin     | CCC Team                 | + 0"       |
| 9. | Tom Van Asbroeck   | Israel Start-Up Nation   | + 0"       |
| 10. | Alexander Kristoff | UAE Team Emirates        | + 0"       |

| \| Samlede stilling \| Samlede stilling \| Samlede stilling \| Samlede stilling \| Samlede stilling \| \| Rytter \| Rytter \| Hold \| Tid \| \| \| ---------------- \| ------------------ \| ----------------- \| ---------------- \| ---------------- \| \| 1. \| Jack Haig \| Mitchelton-Scott \| 12t 16' 25" \| \| \| 2. \| Tadej Pogačar \| UAE Team Emirates \| + 0" \| \| \| 3. \| Alejandro Valverde \| Movistar Team \| + 0" \| \| \| 4. \| Rubén Fernández \| Fundación-Orbea \| + 0" \| \| \| 5. \| Dylan Teuns \| Bahrain McLaren \| + 0" \| \| \| 6. \| Jon Izagirre \| Astana \| + 0" \| \| \| 7. \| Tao Geoghegan Hart \| Team Ineos \| + 0" \| \| \| 8. \| Matej Mohorič \| Bahrain McLaren \| + 2" \| \| \| 9. \| Jan Polanc \| UAE Team Emirates \| + 5" \| \| \| 10. \| Greg Van Avermaet \| CCC Team \| + 5" \| \| |                    |                   |             |
| |                    |                   |             |
| |                    |                   |             |
| Samlede stilling |                    |                   |             |
| Rytter | Rytter             | Hold              | Tid         |
| 1. | Jack Haig          | Mitchelton-Scott  | 12t 16' 25" |
| 2. | Tadej Pogačar      | UAE Team Emirates | + 0"        |
| 3. | Alejandro Valverde | Movistar Team     | + 0"        |
| 4. | Rubén Fernández    | Fundación-Orbea   | + 0"        |
| 5. | Dylan Teuns        | Bahrain McLaren   | + 0"        |
| 6. | Jon Izagirre       | Astana            | + 0"        |
| 7. | Tao Geoghegan Hart | Team Ineos        | + 0"        |
| 8. | Matej Mohorič      | Bahrain McLaren   | + 2"        |
| 9. | Jan Polanc         | UAE Team Emirates | + 5"        |
| 10. | Greg Van Avermaet  | CCC Team          | + 5"        |

### 4. etape
| Calpe - Sierra de Bernia | bjergetape | (167 km) |

| \| Etaperesultat \| Etaperesultat \| Etaperesultat \| Etaperesultat \| Etaperesultat \| \| Rytter \| Rytter \| Hold \| Tid \| \| \| ------------- \| ------------------ \| ---------------------- \| ------------- \| ------------- \| \| 1. \| Tadej Pogačar \| UAE Team Emirates \| 4t 22' 03" \| \| \| 2. \| Wout Poels \| Bahrain McLaren \| + 6" \| \| \| 3. \| Tao Geoghegan Hart \| Team Ineos \| + 6" \| \| \| 4. \| Daniel Martin \| Israel Start-Up Nation \| + 6" \| \| \| 5. \| Jack Haig \| Mitchelton-Scott \| + 6" \| \| \| 6. \| Dylan Teuns \| Bahrain McLaren \| + 23" \| \| \| 7. \| Jon Izagirre \| Astana \| + 32" \| \| \| 8. \| Sander Armée \| Lotto-Soudal \| + 42" \| \| \| 9. \| Óscar Rodríguez \| Astana \| + 45" \| \| \| 10. \| Rubén Fernández \| Fundación-Orbea \| + 49" \| \| |                    |                        |            |
| |                    |                        |            |
| |                    |                        |            |
| Etaperesultat |                    |                        |            |
| Rytter | Rytter             | Hold                   | Tid        |
| 1. | Tadej Pogačar      | UAE Team Emirates      | 4t 22' 03" |
| 2. | Wout Poels         | Bahrain McLaren        | + 6"       |
| 3. | Tao Geoghegan Hart | Team Ineos             | + 6"       |
| 4. | Daniel Martin      | Israel Start-Up Nation | + 6"       |
| 5. | Jack Haig          | Mitchelton-Scott       | + 6"       |
| 6. | Dylan Teuns        | Bahrain McLaren        | + 23"      |
| 7. | Jon Izagirre       | Astana                 | + 32"      |
| 8. | Sander Armée       | Lotto-Soudal           | + 42"      |
| 9. | Óscar Rodríguez    | Astana                 | + 45"      |
| 10. | Rubén Fernández    | Fundación-Orbea        | + 49"      |

| \| Samlede stilling \| Samlede stilling \| Samlede stilling \| Samlede stilling \| Samlede stilling \| \| Rytter \| Rytter \| Hold \| Tid \| \| \| ---------------- \| ------------------ \| ---------------------- \| ---------------- \| ---------------- \| \| 1. \| Tadej Pogačar \| UAE Team Emirates \| 16t 38' 28" \| \| \| 2. \| Tao Geoghegan Hart \| Team Ineos \| + 6" \| \| \| 2. \| Jack Haig \| Mitchelton-Scott \| + 6" \| \| \| 4. \| Daniel Martin \| Israel Start-Up Nation \| + 13" \| \| \| 5. \| Dylan Teuns \| Bahrain McLaren \| + 23" \| \| \| 6. \| Wout Poels \| Bahrain McLaren \| + 25" \| \| \| 7. \| Jon Izagirre \| Astana \| + 32" \| \| \| 8. \| Rubén Fernández \| Fundación-Orbea \| + 49" \| \| \| 9. \| Óscar Rodríguez \| Astana \| + 1' 11" \| \| \| 10. \| Alejandro Valverde \| Movistar Team \| + 1' 14" \| \| |                    |                        |             |
| |                    |                        |             |
| |                    |                        |             |
| Samlede stilling |                    |                        |             |
| Rytter | Rytter             | Hold                   | Tid         |
| 1. | Tadej Pogačar      | UAE Team Emirates      | 16t 38' 28" |
| 2. | Tao Geoghegan Hart | Team Ineos             | + 6"        |
| 2. | Jack Haig          | Mitchelton-Scott       | + 6"        |
| 4. | Daniel Martin      | Israel Start-Up Nation | + 13"       |
| 5. | Dylan Teuns        | Bahrain McLaren        | + 23"       |
| 6. | Wout Poels         | Bahrain McLaren        | + 25"       |
| 7. | Jon Izagirre       | Astana                 | + 32"       |
| 8. | Rubén Fernández    | Fundación-Orbea        | + 49"       |
| 9. | Óscar Rodríguez    | Astana                 | + 1' 11"    |
| 10. | Alejandro Valverde | Movistar Team          | + 1' 14"    |

### 5. etape
| Paterna - Valencia | flad etape | (97,7 km) |

| \| Etaperesultat \| Etaperesultat \| Etaperesultat \| Etaperesultat \| Etaperesultat \| \| Rytter \| Rytter \| Hold \| Tid \| \| \| ------------- \| ------------------- \| ---------------------- \| ------------- \| ------------- \| \| 1. \| Fabio Jakobsen \| Deceuninck-Quick Step \| 2t 04' 32" \| \| \| 2. \| Dylan Groenewegen \| Jumbo-Visma \| + 0" \| \| \| 3. \| John Degenkolb \| Lotto-Soudal \| + 0" \| \| \| 4. \| Alexander Kristoff \| UAE Team Emirates \| + 0" \| \| \| 5. \| Iván García Cortina \| Bahrain McLaren \| + 0" \| \| \| 6. \| Jon Aberasturi \| Caja Rural-Seguros RGA \| + 0" \| \| \| 7. \| Jaume Sureda \| Burgos-BH \| + 0" \| \| \| 8. \| Davide Ballerini \| Deceuninck-Quick Step \| + 0" \| \| \| 9. \| Enrique Sanz \| Equipo Kern Pharma \| + 0" \| \| \| 10. \| Matteo Trentin \| CCC Team \| + 0" \| \| |                     |                        |            |
| |                     |                        |            |
| |                     |                        |            |
| Etaperesultat |                     |                        |            |
| Rytter | Rytter              | Hold                   | Tid        |
| 1. | Fabio Jakobsen      | Deceuninck-Quick Step  | 2t 04' 32" |
| 2. | Dylan Groenewegen   | Jumbo-Visma            | + 0"       |
| 3. | John Degenkolb      | Lotto-Soudal           | + 0"       |
| 4. | Alexander Kristoff  | UAE Team Emirates      | + 0"       |
| 5. | Iván García Cortina | Bahrain McLaren        | + 0"       |
| 6. | Jon Aberasturi      | Caja Rural-Seguros RGA | + 0"       |
| 7. | Jaume Sureda        | Burgos-BH              | + 0"       |
| 8. | Davide Ballerini    | Deceuninck-Quick Step  | + 0"       |
| 9. | Enrique Sanz        | Equipo Kern Pharma     | + 0"       |
| 10. | Matteo Trentin      | CCC Team               | + 0"       |

## Resultater
| \| Samlede stilling \| Samlede stilling \| Samlede stilling \| Samlede stilling \| Samlede stilling \| \| Rytter \| Rytter \| Hold \| Tid \| \| \| ---------------- \| ------------------ \| ---------------------- \| ---------------- \| ---------------- \| \| 1. \| Tadej Pogačar \| UAE Team Emirates \| 18t 43' 00" \| \| \| 2. \| Jack Haig \| Mitchelton-Scott \| + 6" \| \| \| 3. \| Tao Geoghegan Hart \| Team Ineos \| + 6" \| \| \| 4. \| Daniel Martin \| Israel Start-Up Nation \| + 13" \| \| \| 5. \| Dylan Teuns \| Bahrain McLaren \| + 23" \| \| \| 6. \| Wout Poels \| Bahrain McLaren \| + 25" \| \| \| 7. \| Jon Izagirre \| Astana \| + 32" \| \| \| 8. \| Rubén Fernández \| Fundación-Orbea \| + 49" \| \| \| 9. \| Óscar Rodríguez \| Astana \| + 1' 11" \| \| \| 10. \| Alejandro Valverde \| Movistar Team \| + 1' 14" \| \| \| 11. \| Gianni Moscon \| Team Ineos \| + 1' 19" \| \| \| 12. \| Marc Soler \| Movistar Team \| + 1' 22" \| \| \| 13. \| James Knox \| Deceuninck-Quick Step \| + 1' 22" \| \| \| 14. \| Jan Polanc \| UAE Team Emirates \| + 1' 36" \| \| \| 15. \| Sander Armée \| Lotto-Soudal \| + 1' 43" \| \| |                    |                        |             |
| |                    |                        |             |
| Kilde: ProCyclingStats |                    |                        |             |
| Samlede stilling |                    |                        |             |
| Rytter | Rytter             | Hold                   | Tid         |
| 1. | Tadej Pogačar      | UAE Team Emirates      | 18t 43' 00" |
| 2. | Jack Haig          | Mitchelton-Scott       | + 6"        |
| 3. | Tao Geoghegan Hart | Team Ineos             | + 6"        |
| 4. | Daniel Martin      | Israel Start-Up Nation | + 13"       |
| 5. | Dylan Teuns        | Bahrain McLaren        | + 23"       |
| 6. | Wout Poels         | Bahrain McLaren        | + 25"       |
| 7. | Jon Izagirre       | Astana                 | + 32"       |
| 8. | Rubén Fernández    | Fundación-Orbea        | + 49"       |
| 9. | Óscar Rodríguez    | Astana                 | + 1' 11"    |
| 10. | Alejandro Valverde | Movistar Team          | + 1' 14"    |
| 11. | Gianni Moscon      | Team Ineos             | + 1' 19"    |
| 12. | Marc Soler         | Movistar Team          | + 1' 22"    |
| 13. | James Knox         | Deceuninck-Quick Step  | + 1' 22"    |
| 14. | Jan Polanc         | UAE Team Emirates      | + 1' 36"    |
| 15. | Sander Armée       | Lotto-Soudal           | + 1' 43"    |

| Samlede stilling | Samlede stilling   | Samlede stilling       | Samlede stilling | Samlede stilling |
| Rytter           | Rytter             | Hold                   | Tid              |                  |
| ---------------- | ------------------ | ---------------------- | ---------------- | ---------------- |
| 1.               | Tadej Pogačar      | UAE Team Emirates      | 18t 43' 00"      |                  |
| 2.               | Jack Haig          | Mitchelton-Scott       | + 6"             |                  |
| 3.               | Tao Geoghegan Hart | Team Ineos             | + 6"             |                  |
| 4.               | Daniel Martin      | Israel Start-Up Nation | + 13"            |                  |
| 5.               | Dylan Teuns        | Bahrain McLaren        | + 23"            |                  |
| 6.               | Wout Poels         | Bahrain McLaren        | + 25"            |                  |
| 7.               | Jon Izagirre       | Astana                 | + 32"            |                  |
| 8.               | Rubén Fernández    | Fundación-Orbea        | + 49"            |                  |
| 9.               | Óscar Rodríguez    | Astana                 | + 1' 11"         |                  |
| 10.              | Alejandro Valverde | Movistar Team          | + 1' 14"         |                  |
| 11.              | Gianni Moscon      | Team Ineos             | + 1' 19"         |                  |
| 12.              | Marc Soler         | Movistar Team          | + 1' 22"         |                  |
| 13.              | James Knox         | Deceuninck-Quick Step  | + 1' 22"         |                  |
| 14.              | Jan Polanc         | UAE Team Emirates      | + 1' 36"         |                  |
| 15.              | Sander Armée       | Lotto-Soudal           | + 1' 43"         |                  |

| Bjergkonkurrence | Bjergkonkurrence     | Bjergkonkurrence       | Bjergkonkurrence | Bjergkonkurrence |
| Rytter           | Rytter               | Hold                   | Point            |                  |
| ---------------- | -------------------- | ---------------------- | ---------------- | ---------------- |
| 1.               | Gonzalo Serrano      | Caja Rural-Seguros RGA | 24 point         |                  |
| 2.               | Tadej Pogačar        | UAE Team Emirates      | 13 point         |                  |
| 3.               | Álvaro Cuadros       | Caja Rural-Seguros RGA | 12 point         |                  |
| 4.               | Pello Bilbao         | Bahrain McLaren        | 10 point         |                  |
| 5.               | Wout Poels           | Bahrain McLaren        | 8 point          |                  |
| 6.               | Iván Moreno          | Equipo Kern Pharma     | 6 point          |                  |
| 7.               | Tao Geoghegan Hart   | Team Ineos             | 6 point          |                  |
| 8.               | Giovanni Carboni     | Bardiani CSF Faizanè   | 6 point          |                  |
| 9.               | Alessandro De Marchi | CCC Team               | 6 point          |                  |
| 10.              | Tim Declercq         | Deceuninck-Quick Step  | 5 point          |                  |

| Bjergkonkurrence | Bjergkonkurrence     | Bjergkonkurrence       | Bjergkonkurrence | Bjergkonkurrence |
| Rytter           | Rytter               | Hold                   | Point            |                  |
| ---------------- | -------------------- | ---------------------- | ---------------- | ---------------- |
| 1.               | Gonzalo Serrano      | Caja Rural-Seguros RGA | 24 point         |                  |
| 2.               | Tadej Pogačar        | UAE Team Emirates      | 13 point         |                  |
| 3.               | Álvaro Cuadros       | Caja Rural-Seguros RGA | 12 point         |                  |
| 4.               | Pello Bilbao         | Bahrain McLaren        | 10 point         |                  |
| 5.               | Wout Poels           | Bahrain McLaren        | 8 point          |                  |
| 6.               | Iván Moreno          | Equipo Kern Pharma     | 6 point          |                  |
| 7.               | Tao Geoghegan Hart   | Team Ineos             | 6 point          |                  |
| 8.               | Giovanni Carboni     | Bardiani CSF Faizanè   | 6 point          |                  |
| 9.               | Alessandro De Marchi | CCC Team               | 6 point          |                  |
| 10.              | Tim Declercq         | Deceuninck-Quick Step  | 5 point          |                  |

| Pointkonkurrence | Pointkonkurrence   | Pointkonkurrence       | Pointkonkurrence | Pointkonkurrence |
| Rytter           | Rytter             | Hold                   | Point            |                  |
| ---------------- | ------------------ | ---------------------- | ---------------- | ---------------- |
| 1.               | Dylan Groenewegen  | Jumbo-Visma            | 70 point         |                  |
| 2.               | Fabio Jakobsen     | Deceuninck-Quick Step  | 65 point         |                  |
| 3.               | Tadej Pogačar      | UAE Team Emirates      | 50 point         |                  |
| 4.               | Alexander Kristoff | UAE Team Emirates      | 36 point         |                  |
| 5.               | Jon Aberasturi     | Caja Rural-Seguros RGA | 32 point         |                  |
| 6.               | Jack Haig          | Mitchelton-Scott       | 28 point         |                  |
| 7.               | Daniel Martin      | Israel Start-Up Nation | 28 point         |                  |
| 8.               | Dylan Teuns        | Bahrain McLaren        | 26 point         |                  |
| 9.               | John Degenkolb     | Lotto-Soudal           | 25 point         |                  |
| 10.              | Davide Cimolai     | Israel Start-Up Nation | 24 point         |                  |

| Pointkonkurrence | Pointkonkurrence   | Pointkonkurrence       | Pointkonkurrence | Pointkonkurrence |
| Rytter           | Rytter             | Hold                   | Point            |                  |
| ---------------- | ------------------ | ---------------------- | ---------------- | ---------------- |
| 1.               | Dylan Groenewegen  | Jumbo-Visma            | 70 point         |                  |
| 2.               | Fabio Jakobsen     | Deceuninck-Quick Step  | 65 point         |                  |
| 3.               | Tadej Pogačar      | UAE Team Emirates      | 50 point         |                  |
| 4.               | Alexander Kristoff | UAE Team Emirates      | 36 point         |                  |
| 5.               | Jon Aberasturi     | Caja Rural-Seguros RGA | 32 point         |                  |
| 6.               | Jack Haig          | Mitchelton-Scott       | 28 point         |                  |
| 7.               | Daniel Martin      | Israel Start-Up Nation | 28 point         |                  |
| 8.               | Dylan Teuns        | Bahrain McLaren        | 26 point         |                  |
| 9.               | John Degenkolb     | Lotto-Soudal           | 25 point         |                  |
| 10.              | Davide Cimolai     | Israel Start-Up Nation | 24 point         |                  |

| Ungdomskonkurrence | Ungdomskonkurrence       | Ungdomskonkurrence     | Ungdomskonkurrence | Ungdomskonkurrence |
| Rytter             | Rytter                   | Hold                   | Tid                |                    |
| ------------------ | ------------------------ | ---------------------- | ------------------ | ------------------ |
| 1.                 | Tadej Pogačar            | UAE Team Emirates      | 18t 43' 00"        |                    |
| 2.                 | Tao Geoghegan Hart       | Team Ineos             | + 6"               |                    |
| 3.                 | Óscar Rodríguez          | Astana                 | + 1' 11"           |                    |
| 4.                 | James Knox               | Deceuninck-Quick Step  | + 1' 22"           |                    |
| 5.                 | Jefferson Alveiro Cepeda | Caja Rural-Seguros RGA | + 2' 58"           |                    |
| 6.                 | Márton Dina              | Kometa-Xstra           | + 3' 27"           |                    |
| 7.                 | Jon Agirre               | Equipo Kern Pharma     | + 5' 40"           |                    |
| 8.                 | Joan Bou                 | Fundación-Orbea        | + 5' 57"           |                    |
| 9.                 | Dmitrij Strakhov         | Gazprom-RusVelo        | + 6' 47"           |                    |
| 10.                | Luca Covili              | Bardiani CSF Faizanè   | + 7' 25"           |                    |

| Ungdomskonkurrence | Ungdomskonkurrence       | Ungdomskonkurrence     | Ungdomskonkurrence | Ungdomskonkurrence |
| Rytter             | Rytter                   | Hold                   | Tid                |                    |
| ------------------ | ------------------------ | ---------------------- | ------------------ | ------------------ |
| 1.                 | Tadej Pogačar            | UAE Team Emirates      | 18t 43' 00"        |                    |
| 2.                 | Tao Geoghegan Hart       | Team Ineos             | + 6"               |                    |
| 3.                 | Óscar Rodríguez          | Astana                 | + 1' 11"           |                    |
| 4.                 | James Knox               | Deceuninck-Quick Step  | + 1' 22"           |                    |
| 5.                 | Jefferson Alveiro Cepeda | Caja Rural-Seguros RGA | + 2' 58"           |                    |
| 6.                 | Márton Dina              | Kometa-Xstra           | + 3' 27"           |                    |
| 7.                 | Jon Agirre               | Equipo Kern Pharma     | + 5' 40"           |                    |
| 8.                 | Joan Bou                 | Fundación-Orbea        | + 5' 57"           |                    |
| 9.                 | Dmitrij Strakhov         | Gazprom-RusVelo        | + 6' 47"           |                    |
| 10.                | Luca Covili              | Bardiani CSF Faizanè   | + 7' 25"           |                    |

### Holdkonkurrencen
| Holdkonkurrence | Holdkonkurrence   | Holdkonkurrence | Holdkonkurrence |
| Hold            | Hold              | Tid             |                 |
| --------------- | ----------------- | --------------- | --------------- |
| 1.              | Bahrain McLaren   | 56t 11' 12"     |                 |
| 2.              | CCC Team          | + 3' 31"        |                 |
| 3.              | Ineos             | + 3' 37"        |                 |
| 4.              | Astana            | + 4' 24"        |                 |
| 5.              | Euskaltel-Euskadi | + 4' 52"        |                 |
| 6.              | UAE Team Emirates | + 6' 04"        |                 |
| 7.              | Movistar Team     | + 6' 39"        |                 |
| 8.              | Lotto Soudal      | + 8' 18"        |                 |
| 9.              | Burgos-BH         | + 13' 44"       |                 |
| 10.             | AG2R La Mondiale  | + 14' 10"       |                 |

## Startliste
| Astana AST | Astana AST              | Astana AST |
| ---------- | ----------------------- | ---------- |
| Nr.        | Rytter                  | Placering  |
| 1          | Jon Izagirre (ESP)      | 7.         |
| 2          | Hugo Houle (CAN)        | 38.        |
| 3          | Luis León Sánchez (ESP) | 42.        |
| 4          | Rodrigo Contreras (COL) | 30.        |
| 5          | Óscar Rodríguez (ESP)   | 9.         |
| 6          | Nikita Stalnow (KAZ)    | 101.       |
| 7          | Jonas Gregaard (DEN)    | 72.        |

| Movistar Team MOV | Movistar Team MOV                   | Movistar Team MOV |
| ----------------- | ----------------------------------- | ----------------- |
| Nr.               | Rytter                              | Placering         |
| 11                | Alejandro Valverde (ESP) (landevej) | 10.               |
| 12                | Dario Cataldo (ITA)                 | 62.               |
| 13                | Jorge Arcas (ESP)                   | 90.               |
| 14                | Sergio Samitier (ESP)               | 117.              |
| 15                | Marc Soler (ESP)                    | 12.               |
| 16                | José Joaquín Rojas (ESP)            | 57.               |
| 17                | Davide Villella (ITA)               | 35.               |

| Deceuninck-Quick Step DQT | Deceuninck-Quick Step DQT       | Deceuninck-Quick Step DQT |
| ------------------------- | ------------------------------- | ------------------------- |
| Nr.                       | Rytter                          | Placering                 |
| 21                        | Davide Ballerini (ITA)          | 51.                       |
| 22                        | Rémi Cavagna (FRA)              | 45.                       |
| 23                        | Tim Declercq (BEL)              | 50.                       |
| 24                        | Stijn Steels (BEL)              | 68.                       |
| 25                        | Fabio Jakobsen (NED) (landevej) | 75.                       |
| 26                        | James Knox (GBR)                | 13.                       |
| 27                        | Yves Lampaert (BEL)             | 79.                       |

| Team Ineos INS | Team Ineos INS             | Team Ineos INS |
| -------------- | -------------------------- | -------------- |
| Nr.            | Rytter                     | Placering      |
| 31             | Jonathan Castroviejo (ESP) | 113.           |
| 32             | Tao Geoghegan Hart (GBR)   | 3.             |
| 33             | Christian Knees (GER)      | 71.            |
| 34             | Michał Kwiatkowski (POL)   | 32.            |
| 35             | Gianni Moscon (ITA)        | 11.            |
| 36             | Salvatore Puccio (ITA)     | 78.            |
| 37             | Ben Swift (GBR) (landevej) | 29.            |

| Jumbo-Visma TJV | Jumbo-Visma TJV           | Jumbo-Visma TJV |
| --------------- | ------------------------- | --------------- |
| Nr.             | Rytter                    | Placering       |
| 41              | Paul Martens (GER)        | 124.            |
| 42              | Pascal Eenkhoorn (NED)    | 131.            |
| 43              | Jos van Emden (NED)       | 121.            |
| 44              | Tobias Foss (NOR)         | DNF-2           |
| 45              | Dylan Groenewegen (NED)   | 121.            |
| 46              | Christoph Pfingsten (GER) | 116.            |
| 47              | Maarten Wynants (BEL)     | 115.            |

| UAE Team Emirates UAD | UAE Team Emirates UAD    | UAE Team Emirates UAD |
| --------------------- | ------------------------ | --------------------- |
| Nr.                   | Rytter                   | Placering             |
| 51                    | David de la Cruz (ESP)   | 39.                   |
| 52                    | Joe Dombrowski (USA)     | 111.                  |
| 53                    | Alexander Kristoff (NOR) | 85.                   |
| 54                    | Tadej Pogačar (SLO)      | 1.                    |
| 55                    | Jan Polanc (SLO)         | 14.                   |
| 56                    | Edward Ravasi (ITA)      | 93.                   |

| CCC Team CCC | CCC Team CCC               | CCC Team CCC |
| ------------ | -------------------------- | ------------ |
| Nr.          | Rytter                     | Placering    |
| 61           | Greg Van Avermaet (BEL)    | 20.          |
| 62           | Víctor de la Parte (ESP)   | 17.          |
| 63           | Alessandro De Marchi (ITA) | 119.         |
| 64           | Serge Pauwels (BEL)        | 21.          |
| 65           | Michael Schär (SUI)        | 54.          |
| 66           | Matteo Trentin (ITA)       | 76.          |
| 67           | Nathan Van Hooydonck (BEL) | 48.          |

| Lotto-Soudal LTS | Lotto-Soudal LTS        | Lotto-Soudal LTS |
| ---------------- | ----------------------- | ---------------- |
| Nr.              | Rytter                  | Placering        |
| 71               | John Degenkolb (GER)    | 66.              |
| 72               | Frederik Frison (BEL)   | 74.              |
| 73               | Philippe Gilbert (BEL)  | 36.              |
| 74               | Rémy Mertz (BEL)        | 86.              |
| 75               | Tomasz Marczyński (POL) | 23.              |
| 76               | Brent Van Moer (BEL)    | 60.              |
| 77               | Sander Armée (BEL)      | 15.              |

| Mitchelton-Scott MTS | Mitchelton-Scott MTS          | Mitchelton-Scott MTS |
| -------------------- | ----------------------------- | -------------------- |
| Nr.                  | Rytter                        | Placering            |
| 81                   | Jack Haig (AUS)               | 2.                   |
| 82                   | Luka Mezgec (SLO)             | 77.                  |
| 83                   | Michael Albasini (SUI)        | 88.                  |
| 84                   | Christopher Juul-Jensen (DEN) | 67.                  |
| 85                   | Robert Stannard (AUS)         | 58.                  |
| 86                   | Tsgabu Grmay (ETH)            | 80.                  |
| 87                   | Callum Scotson (AUS)          | 92.                  |

| AG2R La Mondiale ALM | AG2R La Mondiale ALM    | AG2R La Mondiale ALM |
| -------------------- | ----------------------- | -------------------- |
| Nr.                  | Rytter                  | Placering            |
| 91                   | Julien Duval (FRA)      | 108.                 |
| 92                   | Mathias Frank (SUI)     | 27.                  |
| 93                   | Tony Gallopin (FRA)     | DNF-3                |
| 94                   | Dorian Godon (FRA)      | 47.                  |
| 95                   | Lawrence Naesen (BEL)   | 100.                 |
| 96                   | Oliver Naesen (BEL)     | 91.                  |
| 97                   | Stijn Vandenbergh (BEL) | 43.                  |

| Israel Start-Up Nation ISN | Israel Start-Up Nation ISN | Israel Start-Up Nation ISN |
| -------------------------- | -------------------------- | -------------------------- |
| Nr.                        | Rytter                     | Placering                  |
| 101                        | Matthias Brändle (AUT)     | 53.                        |
| 102                        | Davide Cimolai (ITA)       | 98.                        |
| 103                        | Reto Hollenstein (SUI)     | 49.                        |
| 104                        | Daniel Martin (IRL)        | 4.                         |
| 105                        | Daniel Navarro (ESP)       | 95.                        |
| 106                        | Guy Niv (ISR)              | 94.                        |
| 107                        | Tom Van Asbroeck (BEL)     | 52.                        |

| Bahrain McLaren TBM | Bahrain McLaren TBM       | Bahrain McLaren TBM |
| ------------------- | ------------------------- | ------------------- |
| Nr.                 | Rytter                    | Placering           |
| 111                 | Scott Davies (GBR)        | 107.                |
| 112                 | Iván García Cortina (ESP) | 69.                 |
| 113                 | Kevin Inkelaar (NED)      | 123.                |
| 114                 | Matej Mohorič (SLO)       | 24.                 |
| 115                 | Pello Bilbao (ESP)        | 18.                 |
| 116                 | Wout Poels (NED)          | 6.                  |
| 117                 | Dylan Teuns (BEL)         | 5.                  |

| Caja Rural-Seguros RGA CJR | Caja Rural-Seguros RGA CJR     | Caja Rural-Seguros RGA CJR |
| -------------------------- | ------------------------------ | -------------------------- |
| Nr.                        | Rytter                         | Placering                  |
| 121                        | Jon Aberasturi (ESP)           | 81.                        |
| 122                        | Jefferson Alveiro Cepeda (ECU) | 22.                        |
| 123                        | Álvaro Cuadros (ESP)           | 73.                        |
| 124                        | Alejandro Osorio (COL)         | 82.                        |
| 125                        | Héctor Sáez (ESP)              | 129.                       |
| 126                        | Gonzalo Serrano (ESP)          | 61.                        |
| 127                        | Cristián Rodríguez (ESP)       | 114.                       |

| Total Direct Énergie TDE | Total Direct Énergie TDE | Total Direct Énergie TDE |
| ------------------------ | ------------------------ | ------------------------ |
| Nr.                      | Rytter                   | Placering                |
| 131                      | Jérémy Cabot (FRA)       | 133.                     |
| 132                      | Romain Cardis (FRA)      | 83.                      |
| 133                      | Fabien Grellier (FRA)    | 87.                      |
| 134                      | Florian Maitre (FRA)     | DNF-4                    |
| 135                      | Simon Sellier (FRA)      | 118.                     |
| 136                      | Julien Simon (FRA)       | 28.                      |
| 137                      | Rein Taaramäe (EST)      | 26.                      |

| Burgos-BH BBH | Burgos-BH BBH         | Burgos-BH BBH |
| ------------- | --------------------- | ------------- |
| Nr.           | Rytter                | Placering     |
| 141           | Willie Smit (RSA)     | 41.           |
| 142           | Isaac Cantón (ESP)    | 126.          |
| 143           | Diego Rubio (ESP)     | 70.           |
| 144           | Jorge Cubero (ESP)    | 122.          |
| 145           | Manuel Peñalver (ESP) | DNF-4         |
| 146           | Jaume Sureda (ESP)    | 97.           |
| 147           | Óscar Cabedo (ESP)    | 19.           |

| Fundación-Orbea FOR | Fundación-Orbea FOR      | Fundación-Orbea FOR |
| ------------------- | ------------------------ | ------------------- |
| Nr.                 | Rytter                   | Placering           |
| 151                 | Rubén Fernández (ESP)    | 8.                  |
| 152                 | Juan José Lobato (ESP)   | 112.                |
| 153                 | Mikel Bizkarra (ESP)     | 16.                 |
| 154                 | Joan Bou (ESP)           | 33.                 |
| 155                 | Txomin Juaristi (ESP)    | 44.                 |
| 156                 | Julen Irizar (ESP)       | 130.                |
| 157                 | Antonio Jesús Soto (ESP) | 89.                 |

| Sport Vlaanderen-Baloise SVB | Sport Vlaanderen-Baloise SVB | Sport Vlaanderen-Baloise SVB |
| ---------------------------- | ---------------------------- | ---------------------------- |
| Nr.                          | Rytter                       | Placering                    |
| 161                          | Cedric Beullens (BEL)        | 120.                         |
| 162                          | Amaury Capiot (BEL)          | 102.                         |
| 163                          | Kenny De Ketele (BEL)        | 134.                         |
| 164                          | Kevin Deltombe (BEL)         | 34.                          |
| 165                          | Emiel Planckaert (BEL)       | 136.                         |
| 166                          | Thomas Sprengers (BEL)       | 84.                          |
| 167                          | Aaron Verwilst (BEL)         | 99.                          |

| Bardiani CSF Faizanè BCF | Bardiani CSF Faizanè BCF | Bardiani CSF Faizanè BCF |
| ------------------------ | ------------------------ | ------------------------ |
| Nr.                      | Rytter                   | Placering                |
| 171                      | Vincenzo Albanese (ITA)  | 104.                     |
| 172                      | Giovanni Carboni (ITA)   | 106.                     |
| 173                      | Luca Covili (ITA)        | 40.                      |
| 175                      | Umberto Orsini (ITA)     | 103.                     |
| 176                      | Francesco Romano (ITA)   | 56.                      |
| 177                      | Filippo Zana (ITA)       | 110.                     |

| Gazprom-RusVelo GAZ | Gazprom-RusVelo GAZ        | Gazprom-RusVelo GAZ |
| ------------------- | -------------------------- | ------------------- |
| Nr.                 | Rytter                     | Placering           |
| 181                 | Vjatjeslav Kuznetsov (RUS) | DNF-4               |
| 182                 | Simone Velasco (ITA)       | 65.                 |
| 183                 | Jevgenij Sjalunov (RUS)    | 64.                 |
| 184                 | Petr Rikunov (RUS)         | DNF-4               |
| 185                 | Dmitrij Strakhov (RUS)     | 37.                 |
| 186                 | Ivan Rovnyj (RUS)          | 96.                 |
| 187                 | Cristian Scaroni (ITA)     | 59.                 |

| Kometa-Xstra KMT | Kometa-Xstra KMT         | Kometa-Xstra KMT |
| ---------------- | ------------------------ | ---------------- |
| Nr.              | Rytter                   | Placering        |
| 191              | Márton Dina (HUN)        | 25.              |
| 192              | Giacomo Garavaglia (ITA) | 137.             |
| 193              | Mathias Larsen (DEN)     | DNF-2            |
| 194              | Alejandro Ropero (ESP)   | DNF-2            |
| 195              | Antonio Puppio (ITA)     | 132.             |
| 196              | Diego Sevilla (ESP)      | 125.             |
| 197              | Daniel Viegas (POR)      | 109.             |

| Equipo Kern Pharma EKP | Equipo Kern Pharma EKP | Equipo Kern Pharma EKP |
| ---------------------- | ---------------------- | ---------------------- |
| Nr.                    | Rytter                 | Placering              |
| 201                    | Jaime Castrillo (ESP)  | 127.                   |
| 202                    | Iván Moreno (ESP)      | 55.                    |
| 203                    | Urko Berrade (ESP)     | 46.                    |
| 204                    | José Félix Parra (ESP) | 63.                    |
| 205                    | Enrique Sanz (ESP)     | 105.                   |
| 206                    | Jon Agirre (ESP)       | 31.                    |
| 207                    | Sergio Araiz (ESP)     | 135.                   |

| Astana AST | Astana AST              | Astana AST |
| ---------- | ----------------------- | ---------- |
| Nr.        | Rytter                  | Placering  |
| 1          | Jon Izagirre (ESP)      | 7.         |
| 2          | Hugo Houle (CAN)        | 38.        |
| 3          | Luis León Sánchez (ESP) | 42.        |
| 4          | Rodrigo Contreras (COL) | 30.        |
| 5          | Óscar Rodríguez (ESP)   | 9.         |
| 6          | Nikita Stalnow (KAZ)    | 101.       |
| 7          | Jonas Gregaard (DEN)    | 72.        |

| Movistar Team MOV | Movistar Team MOV                   | Movistar Team MOV |
| ----------------- | ----------------------------------- | ----------------- |
| Nr.               | Rytter                              | Placering         |
| 11                | Alejandro Valverde (ESP) (landevej) | 10.               |
| 12                | Dario Cataldo (ITA)                 | 62.               |
| 13                | Jorge Arcas (ESP)                   | 90.               |
| 14                | Sergio Samitier (ESP)               | 117.              |
| 15                | Marc Soler (ESP)                    | 12.               |
| 16                | José Joaquín Rojas (ESP)            | 57.               |
| 17                | Davide Villella (ITA)               | 35.               |

| Deceuninck-Quick Step DQT | Deceuninck-Quick Step DQT       | Deceuninck-Quick Step DQT |
| ------------------------- | ------------------------------- | ------------------------- |
| Nr.                       | Rytter                          | Placering                 |
| 21                        | Davide Ballerini (ITA)          | 51.                       |
| 22                        | Rémi Cavagna (FRA)              | 45.                       |
| 23                        | Tim Declercq (BEL)              | 50.                       |
| 24                        | Stijn Steels (BEL)              | 68.                       |
| 25                        | Fabio Jakobsen (NED) (landevej) | 75.                       |
| 26                        | James Knox (GBR)                | 13.                       |
| 27                        | Yves Lampaert (BEL)             | 79.                       |

| Team Ineos INS | Team Ineos INS             | Team Ineos INS |
| -------------- | -------------------------- | -------------- |
| Nr.            | Rytter                     | Placering      |
| 31             | Jonathan Castroviejo (ESP) | 113.           |
| 32             | Tao Geoghegan Hart (GBR)   | 3.             |
| 33             | Christian Knees (GER)      | 71.            |
| 34             | Michał Kwiatkowski (POL)   | 32.            |
| 35             | Gianni Moscon (ITA)        | 11.            |
| 36             | Salvatore Puccio (ITA)     | 78.            |
| 37             | Ben Swift (GBR) (landevej) | 29.            |

| Jumbo-Visma TJV | Jumbo-Visma TJV           | Jumbo-Visma TJV |
| --------------- | ------------------------- | --------------- |
| Nr.             | Rytter                    | Placering       |
| 41              | Paul Martens (GER)        | 124.            |
| 42              | Pascal Eenkhoorn (NED)    | 131.            |
| 43              | Jos van Emden (NED)       | 121.            |
| 44              | Tobias Foss (NOR)         | DNF-2           |
| 45              | Dylan Groenewegen (NED)   | 121.            |
| 46              | Christoph Pfingsten (GER) | 116.            |
| 47              | Maarten Wynants (BEL)     | 115.            |

| UAE Team Emirates UAD | UAE Team Emirates UAD    | UAE Team Emirates UAD |
| --------------------- | ------------------------ | --------------------- |
| Nr.                   | Rytter                   | Placering             |
| 51                    | David de la Cruz (ESP)   | 39.                   |
| 52                    | Joe Dombrowski (USA)     | 111.                  |
| 53                    | Alexander Kristoff (NOR) | 85.                   |
| 54                    | Tadej Pogačar (SLO)      | 1.                    |
| 55                    | Jan Polanc (SLO)         | 14.                   |
| 56                    | Edward Ravasi (ITA)      | 93.                   |

| CCC Team CCC | CCC Team CCC               | CCC Team CCC |
| ------------ | -------------------------- | ------------ |
| Nr.          | Rytter                     | Placering    |
| 61           | Greg Van Avermaet (BEL)    | 20.          |
| 62           | Víctor de la Parte (ESP)   | 17.          |
| 63           | Alessandro De Marchi (ITA) | 119.         |
| 64           | Serge Pauwels (BEL)        | 21.          |
| 65           | Michael Schär (SUI)        | 54.          |
| 66           | Matteo Trentin (ITA)       | 76.          |
| 67           | Nathan Van Hooydonck (BEL) | 48.          |

| Lotto-Soudal LTS | Lotto-Soudal LTS        | Lotto-Soudal LTS |
| ---------------- | ----------------------- | ---------------- |
| Nr.              | Rytter                  | Placering        |
| 71               | John Degenkolb (GER)    | 66.              |
| 72               | Frederik Frison (BEL)   | 74.              |
| 73               | Philippe Gilbert (BEL)  | 36.              |
| 74               | Rémy Mertz (BEL)        | 86.              |
| 75               | Tomasz Marczyński (POL) | 23.              |
| 76               | Brent Van Moer (BEL)    | 60.              |
| 77               | Sander Armée (BEL)      | 15.              |

| Mitchelton-Scott MTS | Mitchelton-Scott MTS          | Mitchelton-Scott MTS |
| -------------------- | ----------------------------- | -------------------- |
| Nr.                  | Rytter                        | Placering            |
| 81                   | Jack Haig (AUS)               | 2.                   |
| 82                   | Luka Mezgec (SLO)             | 77.                  |
| 83                   | Michael Albasini (SUI)        | 88.                  |
| 84                   | Christopher Juul-Jensen (DEN) | 67.                  |
| 85                   | Robert Stannard (AUS)         | 58.                  |
| 86                   | Tsgabu Grmay (ETH)            | 80.                  |
| 87                   | Callum Scotson (AUS)          | 92.                  |

| AG2R La Mondiale ALM | AG2R La Mondiale ALM    | AG2R La Mondiale ALM |
| -------------------- | ----------------------- | -------------------- |
| Nr.                  | Rytter                  | Placering            |
| 91                   | Julien Duval (FRA)      | 108.                 |
| 92                   | Mathias Frank (SUI)     | 27.                  |
| 93                   | Tony Gallopin (FRA)     | DNF-3                |
| 94                   | Dorian Godon (FRA)      | 47.                  |
| 95                   | Lawrence Naesen (BEL)   | 100.                 |
| 96                   | Oliver Naesen (BEL)     | 91.                  |
| 97                   | Stijn Vandenbergh (BEL) | 43.                  |

| Israel Start-Up Nation ISN | Israel Start-Up Nation ISN | Israel Start-Up Nation ISN |
| -------------------------- | -------------------------- | -------------------------- |
| Nr.                        | Rytter                     | Placering                  |
| 101                        | Matthias Brändle (AUT)     | 53.                        |
| 102                        | Davide Cimolai (ITA)       | 98.                        |
| 103                        | Reto Hollenstein (SUI)     | 49.                        |
| 104                        | Daniel Martin (IRL)        | 4.                         |
| 105                        | Daniel Navarro (ESP)       | 95.                        |
| 106                        | Guy Niv (ISR)              | 94.                        |
| 107                        | Tom Van Asbroeck (BEL)     | 52.                        |

| Bahrain McLaren TBM | Bahrain McLaren TBM       | Bahrain McLaren TBM |
| ------------------- | ------------------------- | ------------------- |
| Nr.                 | Rytter                    | Placering           |
| 111                 | Scott Davies (GBR)        | 107.                |
| 112                 | Iván García Cortina (ESP) | 69.                 |
| 113                 | Kevin Inkelaar (NED)      | 123.                |
| 114                 | Matej Mohorič (SLO)       | 24.                 |
| 115                 | Pello Bilbao (ESP)        | 18.                 |
| 116                 | Wout Poels (NED)          | 6.                  |
| 117                 | Dylan Teuns (BEL)         | 5.                  |

| Caja Rural-Seguros RGA CJR | Caja Rural-Seguros RGA CJR     | Caja Rural-Seguros RGA CJR |
| -------------------------- | ------------------------------ | -------------------------- |
| Nr.                        | Rytter                         | Placering                  |
| 121                        | Jon Aberasturi (ESP)           | 81.                        |
| 122                        | Jefferson Alveiro Cepeda (ECU) | 22.                        |
| 123                        | Álvaro Cuadros (ESP)           | 73.                        |
| 124                        | Alejandro Osorio (COL)         | 82.                        |
| 125                        | Héctor Sáez (ESP)              | 129.                       |
| 126                        | Gonzalo Serrano (ESP)          | 61.                        |
| 127                        | Cristián Rodríguez (ESP)       | 114.                       |

| Total Direct Énergie TDE | Total Direct Énergie TDE | Total Direct Énergie TDE |
| ------------------------ | ------------------------ | ------------------------ |
| Nr.                      | Rytter                   | Placering                |
| 131                      | Jérémy Cabot (FRA)       | 133.                     |
| 132                      | Romain Cardis (FRA)      | 83.                      |
| 133                      | Fabien Grellier (FRA)    | 87.                      |
| 134                      | Florian Maitre (FRA)     | DNF-4                    |
| 135                      | Simon Sellier (FRA)      | 118.                     |
| 136                      | Julien Simon (FRA)       | 28.                      |
| 137                      | Rein Taaramäe (EST)      | 26.                      |

| Burgos-BH BBH | Burgos-BH BBH         | Burgos-BH BBH |
| ------------- | --------------------- | ------------- |
| Nr.           | Rytter                | Placering     |
| 141           | Willie Smit (RSA)     | 41.           |
| 142           | Isaac Cantón (ESP)    | 126.          |
| 143           | Diego Rubio (ESP)     | 70.           |
| 144           | Jorge Cubero (ESP)    | 122.          |
| 145           | Manuel Peñalver (ESP) | DNF-4         |
| 146           | Jaume Sureda (ESP)    | 97.           |
| 147           | Óscar Cabedo (ESP)    | 19.           |

| Fundación-Orbea FOR | Fundación-Orbea FOR      | Fundación-Orbea FOR |
| ------------------- | ------------------------ | ------------------- |
| Nr.                 | Rytter                   | Placering           |
| 151                 | Rubén Fernández (ESP)    | 8.                  |
| 152                 | Juan José Lobato (ESP)   | 112.                |
| 153                 | Mikel Bizkarra (ESP)     | 16.                 |
| 154                 | Joan Bou (ESP)           | 33.                 |
| 155                 | Txomin Juaristi (ESP)    | 44.                 |
| 156                 | Julen Irizar (ESP)       | 130.                |
| 157                 | Antonio Jesús Soto (ESP) | 89.                 |

| Sport Vlaanderen-Baloise SVB | Sport Vlaanderen-Baloise SVB | Sport Vlaanderen-Baloise SVB |
| ---------------------------- | ---------------------------- | ---------------------------- |
| Nr.                          | Rytter                       | Placering                    |
| 161                          | Cedric Beullens (BEL)        | 120.                         |
| 162                          | Amaury Capiot (BEL)          | 102.                         |
| 163                          | Kenny De Ketele (BEL)        | 134.                         |
| 164                          | Kevin Deltombe (BEL)         | 34.                          |
| 165                          | Emiel Planckaert (BEL)       | 136.                         |
| 166                          | Thomas Sprengers (BEL)       | 84.                          |
| 167                          | Aaron Verwilst (BEL)         | 99.                          |

| Bardiani CSF Faizanè BCF | Bardiani CSF Faizanè BCF | Bardiani CSF Faizanè BCF |
| ------------------------ | ------------------------ | ------------------------ |
| Nr.                      | Rytter                   | Placering                |
| 171                      | Vincenzo Albanese (ITA)  | 104.                     |
| 172                      | Giovanni Carboni (ITA)   | 106.                     |
| 173                      | Luca Covili (ITA)        | 40.                      |
| 175                      | Umberto Orsini (ITA)     | 103.                     |
| 176                      | Francesco Romano (ITA)   | 56.                      |
| 177                      | Filippo Zana (ITA)       | 110.                     |

| Gazprom-RusVelo GAZ | Gazprom-RusVelo GAZ        | Gazprom-RusVelo GAZ |
| ------------------- | -------------------------- | ------------------- |
| Nr.                 | Rytter                     | Placering           |
| 181                 | Vjatjeslav Kuznetsov (RUS) | DNF-4               |
| 182                 | Simone Velasco (ITA)       | 65.                 |
| 183                 | Jevgenij Sjalunov (RUS)    | 64.                 |
| 184                 | Petr Rikunov (RUS)         | DNF-4               |
| 185                 | Dmitrij Strakhov (RUS)     | 37.                 |
| 186                 | Ivan Rovnyj (RUS)          | 96.                 |
| 187                 | Cristian Scaroni (ITA)     | 59.                 |

| Kometa-Xstra KMT | Kometa-Xstra KMT         | Kometa-Xstra KMT |
| ---------------- | ------------------------ | ---------------- |
| Nr.              | Rytter                   | Placering        |
| 191              | Márton Dina (HUN)        | 25.              |
| 192              | Giacomo Garavaglia (ITA) | 137.             |
| 193              | Mathias Larsen (DEN)     | DNF-2            |
| 194              | Alejandro Ropero (ESP)   | DNF-2            |
| 195              | Antonio Puppio (ITA)     | 132.             |
| 196              | Diego Sevilla (ESP)      | 125.             |
| 197              | Daniel Viegas (POR)      | 109.             |

| Equipo Kern Pharma EKP | Equipo Kern Pharma EKP | Equipo Kern Pharma EKP |
| ---------------------- | ---------------------- | ---------------------- |
| Nr.                    | Rytter                 | Placering              |
| 201                    | Jaime Castrillo (ESP)  | 127.                   |
| 202                    | Iván Moreno (ESP)      | 55.                    |
| 203                    | Urko Berrade (ESP)     | 46.                    |
| 204                    | José Félix Parra (ESP) | 63.                    |
| 205                    | Enrique Sanz (ESP)     | 105.                   |
| 206                    | Jon Agirre (ESP)       | 31.                    |
| 207                    | Sergio Araiz (ESP)     | 135.                   |